# Batdance
«Batdance» — пісня Прінса з саундтреку до фільму 1989 року «Бетмен». Вийшла як сингл 8 червня 1989 року.
Пісня зайняла перше місце у США у чарті Billboard Hot 100. Окрім того, у «Билболді» вона була на 1 місці у тематичному чарті пісень у жанрі ритм-н-блюз, а також у танцювальних чартах Dance Music/Club Play Singles і Hot Dance Music/Maxi-Singles Sales, і на 18 місці у чарті пісень у жанрі сучасного року Modern Rock Tracks.
«Batdance» стала у кар'єрі Прінса четвертою піснею, яка зайняла 1 місце американського чарта Billboard Hot 100 (і першою з 1986 року, коли на 1 місці була його пісня «Kiss»).